# شار اینک
شار اینک (به انگلیسی: Shar Ink) یک شرکت هواپیمایی است که در تاریخ ۲۲ دسامبر ۱۹۹۲ میلادی تأسیس شده‌است. دفتر مرکزی شار اینک در فرودگاه بین‌المللی اوستافیف، مسکو واقع شده‌است و قطب این شرکت هواپیمایی در فرودگاه بین‌المللی اوستافیف، مسکو قرار دارد.